# Національна ліга (дивізіон)
Національна ліга (англ. National League), або зі спонсорських причин Національна ліга Ванарама, раніше відома як Національна Конференція (англ. Conference National) — найвищий дивізіон у Футбольній Конференції та п'ята по значущості футбольна ліга Англії після Другої Футбольної ліги, Першої Футбольної ліги, Чемпіонату Футбольної ліги та Прем'єр-ліги. У Національній лізі грають професійні клуби. Національна ліга є найнижчою загальнонаціональною лігою в системі футбольних ліг Англії.

## Переможці
| Сезон   | Переможець              | Переможець плей-оф |
| ------- | ----------------------- | ------------------ |
| 1979-80 | Олтрінхем1              |                    |
| 1980-81 | Олтрінхем1              |                    |
| 1981-82 | Ранкорн1                |                    |
| 1982-83 | Енфілд1                 |                    |
| 1983-84 | Мейдстоун Юнайтед1      |                    |
| 1984-85 | Велдстоун1              |                    |
| 1985-86 | Енфілд1                 |                    |
| 1986-87 | Скарборо                |                    |
| 1987-88 | Лінкольн Сіті           |                    |
| 1988-89 | Мейдстоун Юнайтед       |                    |
| 1989-90 | Дарлінгтон              |                    |
| 1990-91 | Барнет                  |                    |
| 1991-92 | Колчестер Юнайтед       |                    |
| 1992-93 | Вайкомб Вондерерз       |                    |
| 1993-94 | Кіддермінстер Гарріерс2 |                    |
| 1994-95 | Маклсфілд Таун2         |                    |
| 1995-96 | Стівенідж2              |                    |
| 1996-97 | Маклсфілд Таун          |                    |
| 1997-98 | Галіфакс Таун           |                    |
| 1998-99 | Челтенгем Таун          |                    |
| 1999-00 | Кіддермінстер Гарріерс  |                    |
| 2000-01 | Рашден енд Даємондс     |                    |
| 2001-02 | Бостон Юнайтед3         |                    |
| 2002-03 | Йовіл Таун              | Донкастер Роверз   |
| 2003-04 | Честер Сіті             | Шрусбері Таун      |
| 2004-05 | Барнет                  | Карлайл Юнайтед    |
| 2005-06 | Акрінгтон Стенлі        | Герфорд Юнайтед    |
| 2006-07 | Дагенгем енд Редбридж   | Моркем             |
| 2007-08 | Олдершот Таун           | Ексетер Сіті       |
| 2008-09 | Бертон Альбіон          | Торкі Юнайтед      |
| 2009-10 | Стівенідж               | Оксфорд Юнайтед    |
| 2010-11 | Кроулі Таун             | Вімблдон           |
| 2011-12 | Флітвуд Таун            | Йорк Сіті          |
| 2012–13 | Мансфілд Таун           | Ньюпорт Каунті     |
| 2013–14 | Лутон Таун              | Кембридж Юнайтед   |
| 2014–15 | Барнет                  | Бристоль Роверз    |
| 2015–16 | Челтнем Таун            | Грімсбі Таун       |
| 2016–17 | Лінкольн Сіті           | Форест Грін Роверз |
| 2017–18 | Маклсфілд Таун          | Транмер Роверз     |
| 2018–19 | Лейтон Орієнт           | Солфорд Сіті       |
| 2019–20 | Барроу                  | Гаррогейт Таун     |
| 2020–21 | Саттон Юнайтед          | Гартлпул Юнайтед   |
| 2021–22 | Стокпорт Каунті         | Грімсбі Таун       |
| 2022–23 | Рексем                  | Ноттс Каунті       |
| 2023–24 | Честерфілд              | Бромлі             |
| 2024–25 | Барнет                  | Олдем Атлетік      |

- ↑ Не було підвищення до Футбольної Ліги до 1987 року.
- ↑ Не було підвищення до Футбольної Ліги у зв'язку з тим, що стадіон не відповідав вимогам Ліги до 1997 року.
- ↑ «Бостон Юнайтед» зміг зайняти перше місце і вийшов у Футбольну Лігу, попри те що був визнаний винним в серйозних фінансових порушеннях. Пізніше після вильоту з Ліги в кінці сезону 2006/07, через поточні фінансові проблеми та порушення в клубі, клуб був відразу знижений до Північної Конференції.